# ستيفن بارث
ستيفن بارث (بالإنجليزية: Stephen Barth)‏ هو متحدث تحفيزي ومحامي أمريكي، ولد في 27 أغسطس 1956 في دالاس في الولايات المتحدة.